# Mellersta Banatet

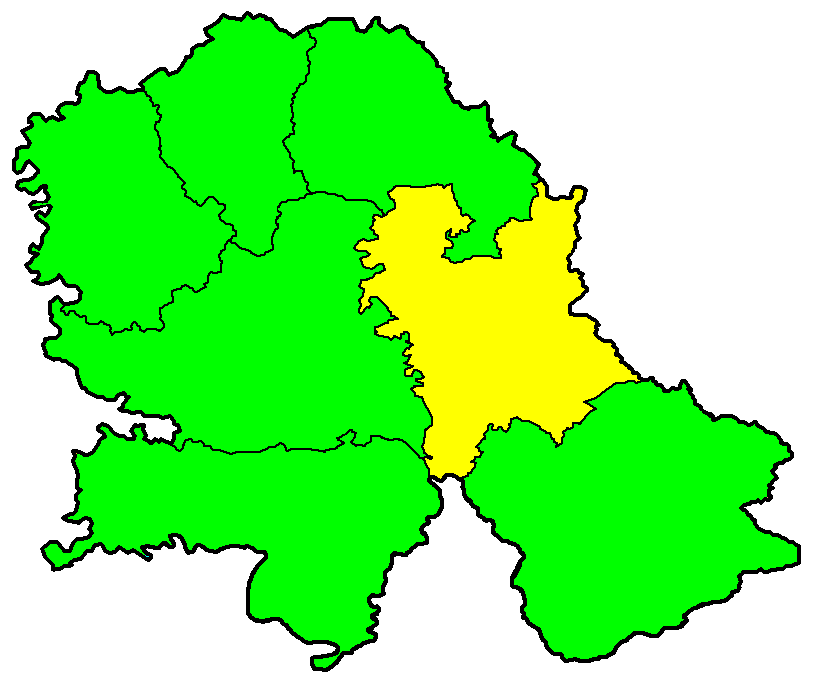
Mellersta Banatet i Vojvodina.

Mellersta Banatet (serbiska: Средњебанатски округ eller Srednjebanatski okrug) är ett distrikt i Vojvodina i Serbien, beläget i den serbiska delen av det historiska landskapet Banatet. Distriktet har 208 456 invånare (2002). Den största staden och distriktets säte är Zrenjanin.

## Administrativ indelning
Mellersta Banatet består av följande fem kommuner:
- Nova Crnja
- Novi Bečej
- Sečanj
- Žitište
- Zrenjanin

## Demografi
Folkgrupper 2002:
- Serber: 150 794 (72,33 %)
- Ungrare: 27 842 (13,35 %)
- Romer: 5 682 (2,72 %)
- Rumäner: 5 156 (2,47 %)
- Jugoslaver: 3 759 (1,8 %)
- Slovaker: 2 495 (1,19 %)